# 무안공항 나들목
무안공항 나들목(Muan Airport IC)은 전라남도 무안군 망운면 피서리에 설치된 무안광주고속도로의 1번 교차로이자 무안광주고속도로의 기점이다. 인근에 무안국제공항이 있다.

## 연혁
- 2007년 11월 9일 : 88올림픽고속도로 무안 ~ 나주 구간 개통과 함께 영업 개시[1]
- 2008년 1월 3일 : 무안 ~ 나주 구간이 무안광주고속도로로 분리되면서 무안광주고속도로에 속함.[2]

## 구조물 정보
- 위치: 전라남도 무안군 망운면 피서리

## 접속하는 도로
- 국도 제77호선 (공항로)
- 지방도 제815호선 (운해로)